# Osem praporov
Osem praporov (mandžursko ᠵᠠᡴᡡᠨ 
ᡤᡡᠰᠠ, jakūn gūsa, kitajsko 八旗, pinjin bāqí) so bile vojaške in upravne enote v poznejših kitajskih dinastijah Džin in Čing, v katere so bila vključena vsa mandžurska gospodinjstva. V vojni je Osem praporov delovalo kot vojska, hkrati pa je bilo osnovni organizacijski okvir celotne mandžurske družbe. Prapori, ki jih je v zgodnjem 17. stoletju ustanovil Nurhaci, so igrali ključno vlogo pri njegovem združevanju razdrobljenih plemen Džurčenov, ki jih je Nurhacijev sin Hong Tajdži preimenoval v Mandžure. 
Ko so bile v rastočo mandžursko vojaško organizacijo vključene mongolske in hanske sile, je bilo poleg osmih mandžurskih praporov ustanovljenih tudi osem mongolskih in osem hanskih praporov. Armade s prapori so veljale za elitne sile vojske Činga. Preostanek cesarskih čet je bil vključen v veliko Armado zelenega prapora. Članstvo v praporih je postalo dedno. Člani so dobili zemljo in redne  dohodke. Po porazu dinastije Ming so se cesarji Činga v svojih naslednjih vojaških akcijah še naprej zanašali na osem praporov. Po desetih velikih pohodih sredi 18. stoletja je kakovost praporov upadla, njihov neuspeh pri zatiranju tajpinškega upora sredi 19. stoletja pa je povsem uničil njihov ugled. Do konca 19. stoletja je obramba cesarstva v veliki meri postala domena regionalne vojske, kot je bila vojska Šjanga. Sčasoma je Osem praporov postalo sinonim za mandžursko identiteto, čeprav je njihova vojaška moč izginila.

## Zgodovina

### Ustanovitev
Nurhacijeve sile so bile sprva organizirane tipično džurčensko v majhne skupine približno ducat moških, ki so bili v krvnem sorodstvu, svaštvu, iz istega klana ali iz istega kraja. Ko je leta 1601 število mož pod njegovim poveljstvom začelo naraščati, je Nurhaci reorganiziral svoje enote v čete 300 gospodinjstev. Pet čet je sestavljalo bataljon, deset bataljonov pa prapor. Prvotno so bili ustanovljeni štirje prapori: Rumeni, Beli, Rdeči in Modri, poimenovani po barvi njihovega prapora. Do leta 1614 je število čet naraslo na okoli 400. Leta 1615 se je število praporov podvojilo z ustanovitvijo "obrobljenih" praporov, tako da so se čete prvotnih štirih praporov razdelile na "obrobljene" in  "običajne" prapore. Prapor obrobljenega prapora je imel rdeč rob. Izjema je bil Rdeči prapor, ki je imel bel rob. 
Po nizu vojaških zmag pod vodstvom Nurhacija in njegovih naslednikov se je število praporov hitro povečalo.  V poznih 1620.  letih  so začeli Džurčeni v svojo vojsko vključevati vojake zavezniških in podjarmljenih mongolskih plemen.  Leta 1635 je Nurhacijev sin Hong Tajdži preimenoval Džurčene v Mandžure in ustanovili osem mongolskih praporov.

### Invazija na Korejo
Pod Hong Tajdžijem so mandžurske vojske  dvakrat napadle kraljestvo Čoson ne Korejskem polotoku, prvič leta 1627 in ponovno leta 1636. Čoson je bil prisiljen prekiniti svoje odnose z dinastijo Ming in postati podložnik dinastije Čing.

### Osvajanje dinastije Ming
V obstoječe mandžurske prapore so bile vključene tudi čete Hanov. Ko je Hong Tajdži leta 1629 zasedel Jongping, se mu je predal kontingent topničarjev, ki je bil leta 1631 organiziran v tako imenovano Vojsko starega Hana pod vodstvom hanskega poveljnika Tong  Jangšinga. Te topniške enote so bile odločilne  za poraz minškega generala Dzu Dašova pri obleganju Dalingheja istega leta. Leta 1636 je Hong Tajdži  razglasil ustanovitev dinastije Čing. 
Med letoma 1637 in 1642 je bila Vojska starega Hana, sestavljena večinoma iz domorodcev Liaodonga, ki so se predali pri Jongpingu, Fušunu, Dalingheju in drugje, organizirana v osem hanskih praporov. Prvotnih osem praporov se je preimenovalo v Osem mandžurski praporov. Mandžurska vojska je zdaj imela štiriindvajset praporov, po osem mandžurskih, mongolskih in hanskih. Nekaj praporov, zlasti hanskih, je bilo oboroženo s smodniškim orožjem - mušketami in topovi.
Po Hong Tajdžijevi smrti je regent postal Dorgon, poveljnik Belega prapora, ki  je hitro odstranil svoje tekmece in prevzel poveljstvo Hong Tajdžijevega Modrega prapora. Do leta 1644 je v sistemu osmih praporov živelo približno dva milijona ljudi. Tistega leta so uporniki pod vodstvom Li Dzičenga zavzeli Peking, Čongdžen, zadnji cesar dinastije Ming, pa je naredil samomor. Dorgon je svojim praporom priključil vojsko prebežnika iz Minga Vu Sanguija in v bitki na prelazu Šanhaj premagal Lija. Po zasedbi Pekinga je bil za cesarja dinastije Čing v Prepovedanem mestu ustoličen mladi Šundži.
Prebežniki iz dinastije Ming so igrali pomembno vlogo pri osvojitvi Severnokitajske nižine. Generali etničnih Hanov, ki so prebegnili v Čing, so za žene pogosto dobili gospe iz cesarske družine Aisin Gioro, medtem ko so se navadni vojaki poročali s preprostimi Mandžurkami. V Čingu so pripadnike hanskih praporov razlikovali od običajnih Hanov in jim podelili nekaj privilegijev. Število prebeglih Hanov je bilo tako veliko, na so Mandžuri v praporih postali manjšina. Leta 1648 je bilo v praporih samo 16 % Manžurov. Prevladovali so Hani s 75 %, ostali pa so bili Mongoli. Prav ta večetnična vojska, v kateri so bili Mandžuri manjšina, je za Čing  osvojila Severnokitajsko nižino. Hong Tajdži je priznal, da brez njih to ne bi bilo mogoče, in s tem hkrati pojasnil, zakaj je s prebežnim generalom Hung Čengčovom ravnal tako prizanesljivo.
Pomembo vlogo pri osvajanju južne Kitajske so igrali Šang Keši, Geng Džongming in Kong Jovde, častniki liaodonških hanskih praporov. Hanski prapori so bili praviloma predhodnica mandžurske vojske, medtem ko so bili mandžurski prapori praviloma rezerva.
Mandžuri so sprejeli in asimilirali prebegle hanske vojake, ti pa so se prilagodili mandžurski kulturi, začeli uporabljati mandžurska imena in se postopoma poistovetili z Mandžuri.   Mandžuri na podeželju so uvedli poljedelstvo v slogu Hanov še preden je dinastija Čing osvojila dinastijo Ming.
Dorgon je ukazal hanskim civilistom, naj zapustijo ožje mestno jedro Pekinga in se preselijo na obrobje. Ožje mestno jedro je naselil s pripadniki praporov. Kasneje je izjemoma dovolil  naselitev nekaj hanskih civilistov, predvsem trgovcev.
Čing se je v severni Kitajski zanašal predvsem na vojake Zelenega prapora, sestavljene iz prebeglih vojakov Minga. Vojska je prevzela tudi lokalno civilno upravo. Pripadniki madžurskih, mongolskih in hanskih praporov so posredovali samo v izrednih razmerah.
Za spodbujanje etnične harmonije je cesar Šundži z dekretom iz leta 1648 dovolil Hanom iz praporov, da se poročijo z Mandžurkami, vendar z dovoljenjem uprave za prihodke, če so bile neveste registrirane hčere uradnikov ali običajnih podložnikov, ali z dovoljenjem kapitana njihove čete, če niso bile registrirane. Omejitve so bile kasneje odpravljene.
Pokol hanskih vojakov in civilistov, zvestih Mingu, v Guangdžovu leta 1650, so v celoti izvedli pripadniki hanskih praporov pod poveljstvom generalov Šang Kešija in Geng Džimaa. 
Čing je poslal hanske prapore tudi proti Mingu zvestim podložnikom v Fudžijanu, kjer so jih zaradi obsežnih pokolov imeli za barbare. 400.000 pripadnikov Zelenega prapora in 200.000 pripadnikov drugih praporov je sodelovalo tudi pri zatiranju upora treh fevdalcev.

### Upor treh fevdalcev
V uporu treh fevdalcev so bili mandžurski generali in prapori sprva osramočeni zaradi boljšega delovanja hanskega Zelenega prapora, ki so je proti upornikom boril bolje kot oni. Slabosti je opazil tudi cesar Kangši in zadolžil generale Sun Sikeja, Vang Džinbaa in Džao Liangdonga, da oni na čelu Zelenega prapora  zatrejo upornike. Vang Džinbao in Džao Liangdong sta leta 1680 znova zavzela Sečuan in južni Šaanši. 
General Vu Sangui je  leta 1673 in 1674 zdrobil sile Činga. Čing je nato z vojsko več kot 900.000 Hanov zlomil upor treh fevdalcev. 

### Širitev ozemlja
Pod cesarjema Kangšijem in Čjanlongom je Osem praporov  sodelovalo v vrsti vojaških akcij za pokoritev lojalistov Minga in sosednjih držav. V slavnih desetih velikih pohodih cesarja Čjanlonga so vojaki praporov skupaj z vojaki Zelenega prapora razširili ozemlje Činga do njegovega največjega ozemeljskega obsega. Pohodi so bili zelo veliko finančno breme in razkrili slabosti države Čing. Prapori so imeli velike izgube v pohodu na Burmo, pogosto zaradi tropskih bolezni, na katere so bili slabo odporni.  

### Kasnejša zgodovina
Prapori, ki so bili v 17. stoletju ključnega pomena pri prehodu Minga v Čing, so v 18. stoletju začeli zaostajati za vzhajajočimi zahodnimi silami. Do leta 1730 se je tradicionalni borbeni duh izgubil, ker so dobro plačani praporščaki raje preživljali čas z igrami na srečo in obiskovanjem gledališč. Subvencioniranje 1,5 milijona moških, žensk in otrok v sistemu praporov je bil drag tudi zato, ker sta ga spremljala poneverjanje in korupcija. Zaradi revščine v severovzhodnih garnizijah so številni mandžurski praporščaki zapustili svoje položaje in bili zato obsojeni na suženjstvo ali smrt. 
V 19. stoletju se je izkazalo, da enote Osmih praporov in Zelenega prapora niso bile sposobne same zadušiti tajpinškega in nianskega upora. Regionalnim uradnikom je bilo ukazano, naj iz lokalnega prebivalstva organizirajo lastne sile, ker je med drugim privedlo do ustanovitvi vojske Šjanga in Huaja. Vojskam je končno uspelo obnoviti red v Čingu v tem turbulentnem obdobju.
Škotski misijonar John Ross, ki je služil v Mandžuriji v 19. stoletju, je o Osmih praporih zapisal: "Njihova trditev, da so vojaki, temelji na njihovem poreklu in ne na sposobnosti rokovanja z orožjem. Vojaki so postali kot dediči svojih očetov. Njihovo vojaško življenje je postalo brezdelje. Jahanje in streljanje z lokom so vadili samo ob nekaj redkih priložnostih vsako leto".
Med boksarsko vstajo 1899–1901, so evropske sile rekrutirale 10.000 praporščakov v Vuvejski korpus in jih ustrezno usposobile in oborožile. Številni mandžurski praporščaki v Pekingu so v nasprotju z njimi podpirali boksarje in z njimi delili sovražno razpopoženje do tujcev. Proboksarski praporščaki so utrpeli velike izgube in bili nato pahnjeni v obupno revščino. 
Do konca 19. stoletja je dinastija Čing začela uriti in ustvarjati novo vojsko ki se je zgledovala po zahodnem usposabljanju, opremi in organizaciji. Sistem praporov je kljub temu obstajal do konca dijastije Čing čleta 1911, v okrnjeni obliki celo do leta 1924.  
Ob koncu dinastije Čing je Republika Kitajska vse člane Osmih praporov, ne glede na njihovo etnično pripadnost, štela za Mandžure.

## Organizacija
Na najvišji ravni je bilo Osem praporov organizirahih v dve skupini.  Trije "zgornji" prapori (oba Rumena in navadni Beli prapor) so bili pod poveljstvom samega cesarja, medtem ko so petim "spodnjim" praporom poveljevali drugi. Prapori so bili tudi razdeljeni na levo in desno krilo glede na to, kako so bili razporejeni v boju. V Pekingu je levo krilo zasedalo vzhodne soseske, desno krilo pa zahodne.

Najmanjša enota v praporih je bila četa (niru), ki je uradno štela 300 vojakov in njihovih družin. Izraz niru v mandžurskem jeziku pomeni puščica in je v prvotni rabi pomenil skupino lovcev, oboroženih z loki in puščicami. 15 čet (4500 mož) je sestavljalo džalan. Štirje džalani so sestavljali guso (prapor), s skupno 60 četami ali 18.000 možmi. Dejanske velikosti praporov so se pogosto bistveno razlikovale od teh standardov.
| gusa | džalan | niru |
| ---- | ------ | ---- |
| ᡤᡡᠰᠠ | ᠵᠠᠯᠠᠨ  | ᠨᡳᡵᡠ |

| Prapor | Slovensko                | Mandžursko                                 | Mongolsko                                     | Kitajsko            | Krilo | Rang    |
| ------ | ------------------------ | ------------------------------------------ | --------------------------------------------- | ------------------- | ----- | ------- |
|        | Obrobljeni rumeni prapor | ᡴᡠᠪᡠᡥᡝ ᠰᡠᠸᠠᠶᠠᠨ ᡤᡡᠰᠠ kubuhe suwayan gūsa    | ᠬᠥᠪᠡᠭᠡᠲᠦ ᠰᠢᠷᠠ ᠬᠣᠰᠢᠭᠤ köbegetü sir-a qosiɣu    | 鑲黃旗 xiānghuángqí | levo  | zgornji |
|        | Rumeni prapor            | ᡤᡠᠯᡠ ᠰᡠᠸᠠᠶᠠᠨ ᡤᡡᠰᠠ gulu suwayan gūsa        | ᠰᠢᠯᠤᠭᠤᠨ ᠰᠢᠷᠠ ᠬᠣᠰᠢᠭᠤ siluɣun sir-a qosiɣu      | 正黃旗 zhènghuángqí | desno | zgornji |
|        | Beli prapor              | ᡤᡠᠯᡠ ᡧᠠᠩᡤᡳᠶᠠᠨ ᡤᡡᠰᠠ gulu šanggiyan gūsa     | ᠰᠢᠯᠤᠭᠤᠨ ᠴᠠᠭᠠᠨ ᠬᠣᠰᠢᠭᠤ siluɣun čaɣan qosiɣu     | 正白旗 zhèngbáiqí   | levo  | zgornji |
|        | Rdeći prapor             | ᡤᡠᠯᡠ ᡶᡠᠯᡤᡳᠶᠠᠨ ᡤᡡᠰᠠ gulu fulgiyan gūsa      | ᠰᠢᠯᠤᠭᠤᠨ ᠤᠯᠠᠭᠠᠨ ᠬᠣᠰᠢᠭᠤ siluɣun ulaɣan qosiɣu   | 正紅旗 zhènghóngqí  | desno | spodnji |
|        | Obrobljeni beli prapor   | ᡴᡠᠪᡠᡥᡝ ᡧᠠᠩᡤᡳᠶᠠᠨ ᡤᡡᠰᠠ kubuhe šanggiyan gūsa | ᠬᠥᠪᠡᠭᠡᠲᠦ ᠴᠠᠭᠠᠨ ᠬᠣᠰᠢᠭᠤ köbegetü čaɣan qosiɣu   | 鑲白旗 xiāngbáiqí   | levo  | spodnji |
|        | Obrobljeni rdeči prapor  | ᡴᡠᠪᡠᡥᡝ ᡶᡠᠯᡤᡳᠶᠠᠨ ᡤᡡᠰᠠ kubuhe fulgiyan gūsa  | ᠬᠥᠪᠡᠭᠡᠲᠦ ᠤᠯᠠᠭᠠᠨ ᠬᠣᠰᠢᠭᠤ köbegetü ulaɣan qosiɣu | 鑲紅旗 xiānghóngqí  | desno | spodnji |
|        | Modri prapor             | ᡤᡠᠯᡠ ᠯᠠᠮᡠᠨ ᡤᡡᠰᠠ gulu lamun gūsa            | ᠰᠢᠯᠤᠭᠤᠨ ᠬᠥᠬᠡ ᠬᠣᠰᠢᠭᠤ siluɣun köke qosiɣu       | 正藍旗 zhènglánqí   | levo  | spodnji |
|        | Obrobljeni modri prapor  | ᡴᡠᠪᡠᡥᡝ ᠯᠠᠮᡠᠨ ᡤᡡᠰᠠ kubuhe lamun gūsa        | ᠬᠥᠪᠡᠭᠡᠲᠦ ᠬᠥᠬᠡ ᠬᠣᠰᠢᠭᠤ köbegetü köke qosiɣu     | 鑲藍旗 xiānglánqí   | desno | spodnji |

## Etnična sestava
Sprva so bili  v džurčensko vojsko vključeni predvsem posamezniki iz različnih mandžurskih plemen. Ko so bila v cesarstvo vključena nova ljudstva, so bili v vojsko vključeni tudi drugi. Sčasoma so v njej začeli prevladovati Mandžuri, Hani in Mongoli ter različne manjše etnične skupine, kot so bili Sibini, Davri in Evenki. 
Ko je Nurhaci reorganiziral Džurčene v Osem praporov, je bilo umetno ustvarjenih veliko novih mandžurskih klanov (mukun),  v katere so bili vključena dotlej nepovezana plemena.
V dinastiji Čing je vojska postala bolj profesionalna in birokratizirana. Ko so Mandžuri prevzeli oblast na Kitajskem, potreb vojakov niso mogli več zadovoljiti z ropanjem in razdeljevanjem plena. Vojaki praporov so postali nekakšna dedna vojaška kasta, vendar z močnimi etničnimi nagibi. Vojska je postala stalna in bodisi branila Peking, kjer je živela približno polovica vojakov s svojimi družinami, bodisi  province, kjer je bilo ustanovljenih približno osemnajst garnizij. Največje garnizije so bile v Pekingu, sledila sta Šjan in Hangdžov. Precej vojske je bilo v  Mandžuriji in na strateških točkah vzdolž Velikega zidu, reke Jangce in Velikega prekopa.